# Georges de Marotte
Georges de Marotte est un pilote automobile belge, sur circuits et de la montagne.

## Palmarès
Grand Prix (deux victoires nationales):

- Grand Prix des Frontières en 1930, sur Salmson GP;
- Grand Prix automobile des Frontières en 1931, organisé en catégorie cyclecar (sur Salmson GP)[1];
  - 3e du Grand Prix automobile des Frontières en 1929, sur Salmson GP;

Course de côte:

- Wavre en 1929, sur Salmson 1.1L[2].